# Sverre Sørsdal
Sverre Sørsdal (ur. 5 sierpnia 1900 w Hamar, zm. 21 marca 1996 w Gjøviku) – norweski bokser kategorii półciężkiej, dwukrotny medalista olimpijski.
W młodości uprawiał lekkoatletykę i wioślarstwo. Boks zaczął uprawiać w 1919 roku.
Pięściarz uczestniczący w trzech turniejach olimpijskich. Debiutując w igrzyskach olimpijskich w Antwerpii w 1920 roku, został wicemistrzem olimpijskim w kategorii półciężkiej. W następnych igrzyskach olimpijskich w Paryżu 1924 roku, wywalczył brązowy medal w tej samej wadze. Swój trzeci start w igrzyskach olimpijskich w Amsterdamie 1928 roku, uwieńczył zdobyciem 4 miejsca w kategorii ciężkiej.
Był żonaty z Else Aschim, z którą miał dwoje dzieci: córkę Randi i syna Eirika.
Z zawodu był lekarzem. Na emeryturę odszedł w 1970 roku.